# Тюрингская бородатая (порода кур)

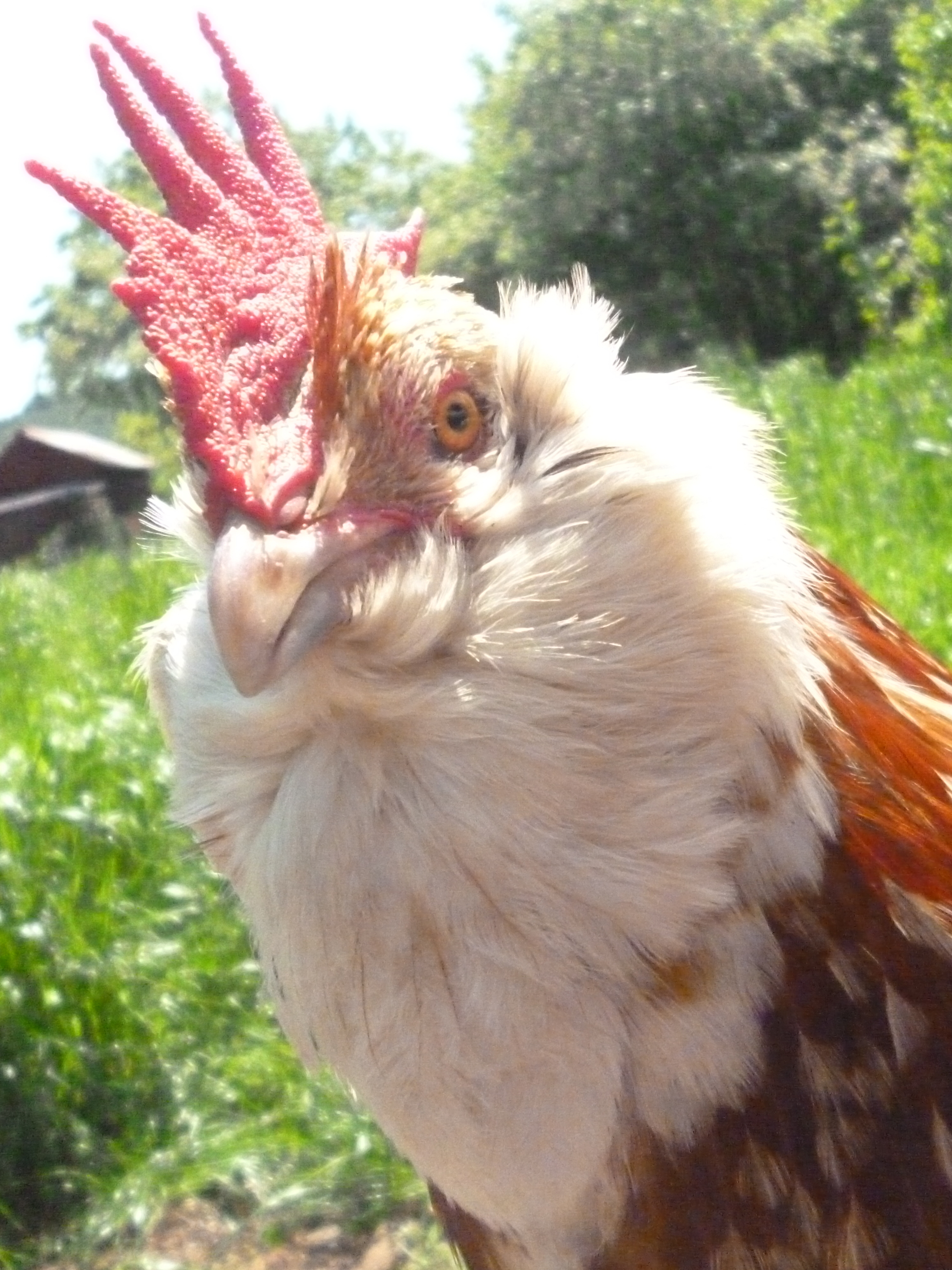

Тюрингская бородатая (нем. Thüringer Barthuhn) — порода кур яичного направления продуктивности и декоративная.
Порода выведена в Тюрингии, предположительно в городке Рула. Прародителями считаются падуан и исчезнувшая тюрингская выдроголовая курица. Впервые описана в 1793 году с названием «тюрингская толстощёкая» (нем. Thüringer Pausbäckchen). К 1880 году разводилась в 12-ти разных окрасах. Стандарт породы  составлен в 1898 году. Современное название порода получила в 1907 году.
Курица деревенского типа: коренастая, компактная, слегка приподнятая на ногах. Плечи широкие, грудь и живот объемные. Широкая спина почти горизонтальная, сужается к хвосту. Голени и цевки средней длины. Крылья длинные, широкие, поставлены высоко, не прижаты. Характерная черта породы - пышное оперение шеи в виде  воротника, бакенбардов и удлинённо-округлой цельной бороды, под которой полностью скрыты маленькие серёжки и мочки ушей. Головая круглая, гребень у петуха среднего размера, листовидный, с 5-6 ровными зубцами, на горизонтальном основании, у курицы небольшой стоячий или слегка наклонный. Глаза большие, цвет зависит от окраса. Хвост густой, поставлен под углом 45 ° к линии спины, хорошо расправлен, серповидные перья хорошо изогнуты.
Стандартные окрасы чёрный, белый, жёлтый, голубой окаймлённый, дикий, ястребиный, а также пятнистые: серебристо-чёрный, золотисто-чёрный и светло-коричнево-белый.
Масса петуха 2,0-2,5 кг, курицы 1,4-2 кг. Мясо с жёлтой кожей. Яйценоскость хорошая, яйца весом от 53 г, скорлупа белая.
Тюрингская бородая карликовая порода кур выведена в конце XIX века из крупной формы, скрещиванием с виандотами и карликовыми деревенскими курами. Позднее для получения разнообразных окрасов использовались бентамка, антверпенская карликовая бородатая, немецкая карликовая, карликовый лангшан,  карликовый лахсхюнер, карликовая рейнская и мохноногая карликовая бородатая породы. Помимо окрасов, принятых для крупной формы, карликовые имеются и в красном окрасе. Масса карликового петуха 1 кг, курицы 0,8 кг, вес яйца 37 г.